# Harald Raffer
Harald Dietmar Raffer (* 10. Dezember 1956 in Bleiburg) ist ein österreichischer Journalist, Schriftsteller, Lehrbeauftragter der Alpen-Adria-Universität Klagenfurt für Medien- und Kommunikationswissenschaft und pensionierter Unternehmenssprecher der Stadtwerke Klagenfurt Gruppe.

## Leben und Wirken
Harald Raffer, Sohn eines Postbeamten und Gastwirtes und einer Hausfrau, ist in Klagenfurt aufgewachsen. Erstmals journalistisch tätig war er im Alter von 16 Jahren als Ferialpraktikant und freier Mitarbeiter. Er
gehörte von 1974 bis Juni 2007 der Redaktion der Kärntner Tageszeitung in Klagenfurt an. Er bekleidete später verschiedene Funktionen als Lokalreporter, Redakteur bis zum Vize-Lokalchef und Leiter einer Außenstelle. Raffer studierte und spondierte während seiner journalistischen Tätigkeit in Klagenfurt am Wörthersee Medienkommunikation und Germanistik. 2013 folgte die Promotion.
Raffer machte sich als Chefreporter einen Namen durch zahlreiche Exklusivberichte und ungewöhnliche Interviews und war Mitarbeiter an der Kulturzeitschrift „Unke“ und diversen Magazinen. Er gehört dem Präsidium „Sicheres Österreich“ an und unterrichtet seit Jahren im Bereich „Medienkommunikation“ an der Klagenfurter Alpen-Adria-Universität.
Raffer ist in zweiter Ehe mit Sieglinde Unterassinger verheiratet. Seine erste Frau starb 2005 Jahre nach einer schweren Krankheit. Aus dieser Ehe stammen drei Kinder.

### Journalistische Arbeit
Raffer interviewte unter anderem Anfang der 1980er-Jahre den damaligen libyschen Staatschef Muammar al-Gaddafi, der während dieses Gesprächs während des US-Embargos den USA mit Vergeltungsschlägen drohte. Weitere Interviews hatte er mit Papst Johannes Paul II., diversen Regierungschefs und Staatspräsidenten. Er sprach mit US-Spion Felix Bloch, Ex-Jugoslawien-Geheimdienstoffizier Josip Majerski und anderen bekannten Persönlichkeiten. Raffer interviewte auch Serienmörder Jack Unterweger während dessen U-Haft in der Haftanstalt Graz. In seiner Kolumne „Freche Fragen“ antwortete der damalige Jörg-Haider-Stellvertreter und Klagenfurter Vizebürgermeister Reinhart Gaugg (FPÖ) auf die Frage, was ihm zum Wort „Nazi“ einfallen würde: „neu, attraktiv, zielstrebig und ideenreich“. Diese Aussage führte über Österreichs Grenzen hinaus zu heftigen Protesten und wochenlangen politischen Diskussionen in österreichischen Medien.
Für Aufsehen sorgten Raffers „Wallraff“-Reportagen. Er schlief als „Obdachloser“ im Klagenfurter Obdachlosenasyl, war wochenlang verkleidet als bosnischer Gastarbeiter Achim Basilovic auf Job- und Herbergssuche in Kärnten unterwegs, suchte als „AIDS-Kranker“ eine Bleibe, bat als reicher „Waffenhändler“ um seelischen Beistand bei Priestern, schlug sich als „Bettler“ durch die Straßen von Klagenfurt, begleitete einen LKW-Fahrer in den Orient und ließ sich in eine Zelle der Villacher Schubhaftanstalt sperren. 1976 stürzte Raffer bei einem Journalisteneinsatz im Bereich Ferlach, Kärnten, mit Kollegen mit einem Feuerwehrjeep ca. 100 Meter in eine Schlucht, wobei alle Insassen überlebten. Ob Bürgerkrieg an der Grenze zu Slowenien oder das Aufspüren eines lebenden Krokodils auf einer Prosektur – Raffer wirkte als „Vollblutjournalist“. Er wurde einmal vom damaligen Spitalsreferenten Landeshauptmann Jörg Haider geklagt – wegen eines Artikels über einen verstorbenen Patienten. Aufgrund dieser Geschichte entließ Haider den damaligen Zentralbetriebsratsobmann eines Landesspitals, weil er ihn als Informanten bezeichnete. Haider musste die Entlassung zurücknehmen.

### Öffentlichkeitsarbeit
2007 wechselte Harald Raffer zur Stadtwerke Klagenfurt Gruppe, um dort als Unternehmens- und Pressesprecher die Stabsstelle „Öffentlichkeitsarbeit/Kommunikation“ aufzubauen. Dort gründete er mit der Marketing-Abteilung das Lifestyle-Magazin „licht.blick“. Er rief mit Unterstützung der Vorstände 2008 den „Kärntner Lyrikpreis“ ins Leben, der mittlerweile über Österreich hinaus anerkannt ist. In der Jury waren u. a. Büchnerpreis-Träger Josef Winkler und Verleger Lojze Wieser. Als Stadtwerke-Sprecher führte Raffer zwei Sommersaisonen lang im Klagenfurter Strandbad die von ihm initiierten „Brückengespräche“ durch, bei denen prominente Kärntner (u. a. Franz Klammer, Nik P., Hannes Jagerhofer, Sigi Grabner, Manfred Bockelmann, Otto Retzer usw.) vor Badegästen und mit Medienvertretern interviewt worden sind. Mit Beginn 2023 ging Raffer bei den Stadtwerken in den Ruhestand.
Raffer hält vor verschiedenen Organisationen Vorträge zum Thema Journalismus. Er trat einmal in einer von Robert Hochner geleiteten Club-2-ORF-Diskussion zum Thema „Verbrechensopfer“ auf, ebenso wegen seiner Verkleidungs-Reportagen bei Talkshows wie Vera und Die Barbara Karlich Show. Im Oktober 2022 sprach der Klagenfurter den gesamten Monat täglich zwei Mal im Rundfunk „ORF Radio Kärnten“ in der Sendung „Noten und Anekdoten“ über seine Erlebnisse als ehemaliger Aufdecker und Medienprofi.

## Auszeichnungen
In den 1980er-Jahren wurde Raffer von der Stadt Klagenfurt am Wörthersee für sein „journalistisches Engagement“ geehrt. Im Laufe der Jahre erhielt Harald Raffer den Journalistenpreis der österreichischen Jagdverbände (1986), den Preis der Österreichischen Ärztekammer, den Goldenen Löwen des Wiener Lions-Clubs St. Stefan (Serie „Verbrechensopfer“), den Preis der Wiener Arbeiterkammer (Ergonomie), Ehrenpreise des Kuratorium Sicheres Österreich, den Titel „Journalist des Jahres“ (2006 durch ein Branchenmagazin), den Staatspreis für publizistische Leistungen im Interesse von Wissenschaft und Forschung (1985) durch den damaligen Minister Heinz Fischer (SPÖ), den Menschenrechtspreis des Landes Kärnten. 2019 erhielt Raffer das Ehrenzeichen des Landes Kärnten, im Dezember 2020 den Jugendbuchpreis des Landes Kärnten für sein Jugendbuch „Der kleine Ronny – Botschafter der Erde“. Dabei fliegt ein zwölfjähriger Schüler mit NASA-Raketen in ferne Galaxien, um Außerirdischen die Erde und die Menschheit zu erklären – ein Appell für Frieden, Freiheit, Menschlichkeit. Im Dezember 2022 wurde Raffer nach Beschluss des Klagenfurter Stadtsenates von Bürgermeister Christian Scheider zum Dank und als höchste Anerkennung für sein journalistisches Wirken und seine kulturellen Aktivitäten die Ehrenurkunde der Landeshauptstadt verliehen. 2024 folgte der Anerkennungspreis der Landeshauptstadt Klagenfurt für kulturelle Leistungen.
- 2022: Verleihung des Berufstitels Professor[15]

## Werke
- Der kleine Ronny – Botschafter der Erde, Drava, 2021, in Deutsch und Ukrainisch, ISBN 978-3-85435-959-3
- Die Blechviper – 25 ungewöhnliche Alltagsgeschichten, Drava, ISBN 978-3-85435-976-0
- Kärnten Poesie – 15 Jahre Kärntner Lyrikpreis, Hermagoras, 2022, ISBN 978-3-7086-1245-4 (Herausgeber: Harald Raffer und Günter Schmidauer)
- Schlagzeilen-Gewitter, Drava, 2024, ISBN 978-3-99138-086-3
- Die Frau im Kasten – 25 ungewöhnliche Alltagsgeschichten, Drava, 2025, ISBN 978-3-99138-105-1